# Gastronomie

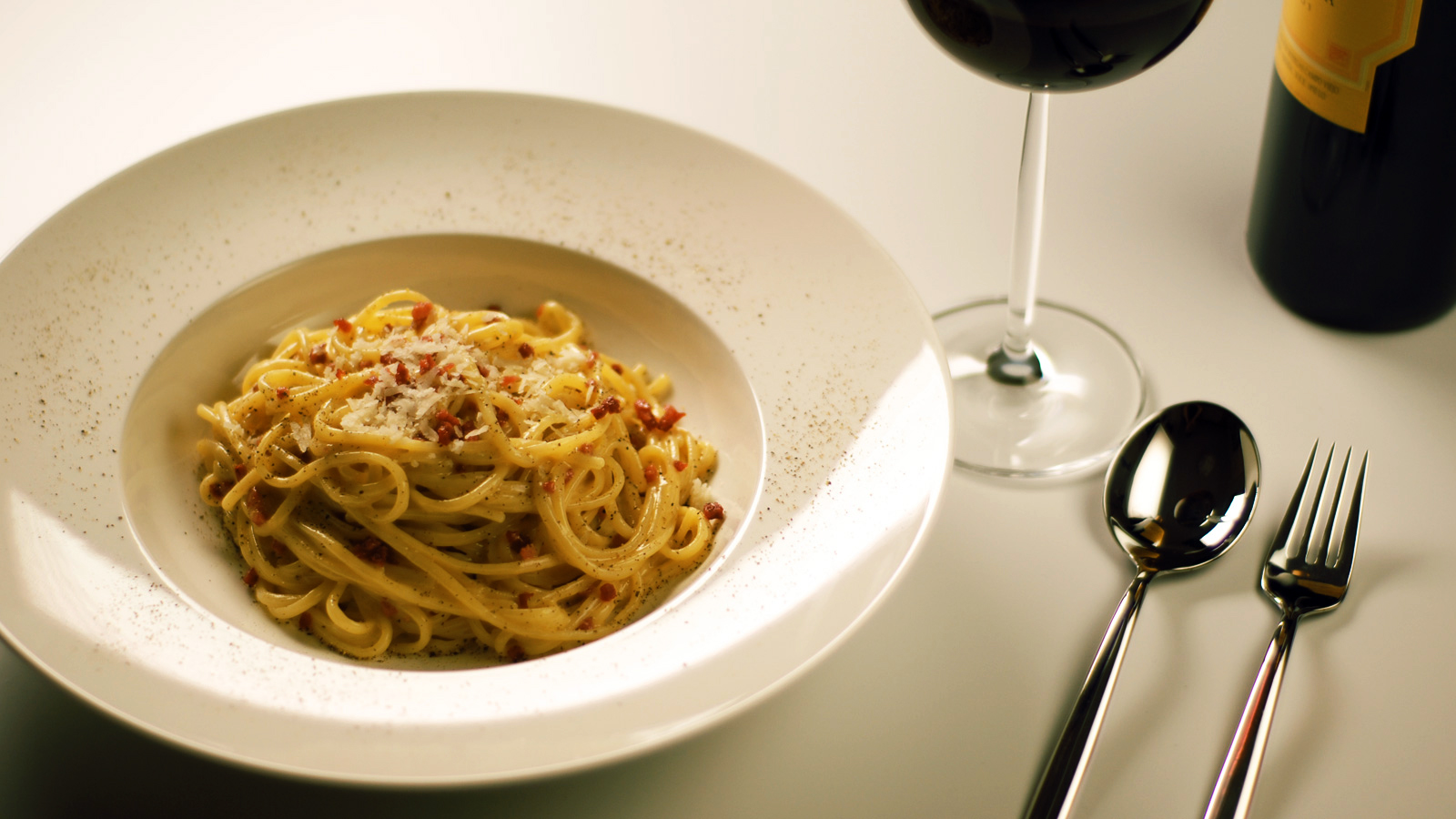
Naservírované jídlo

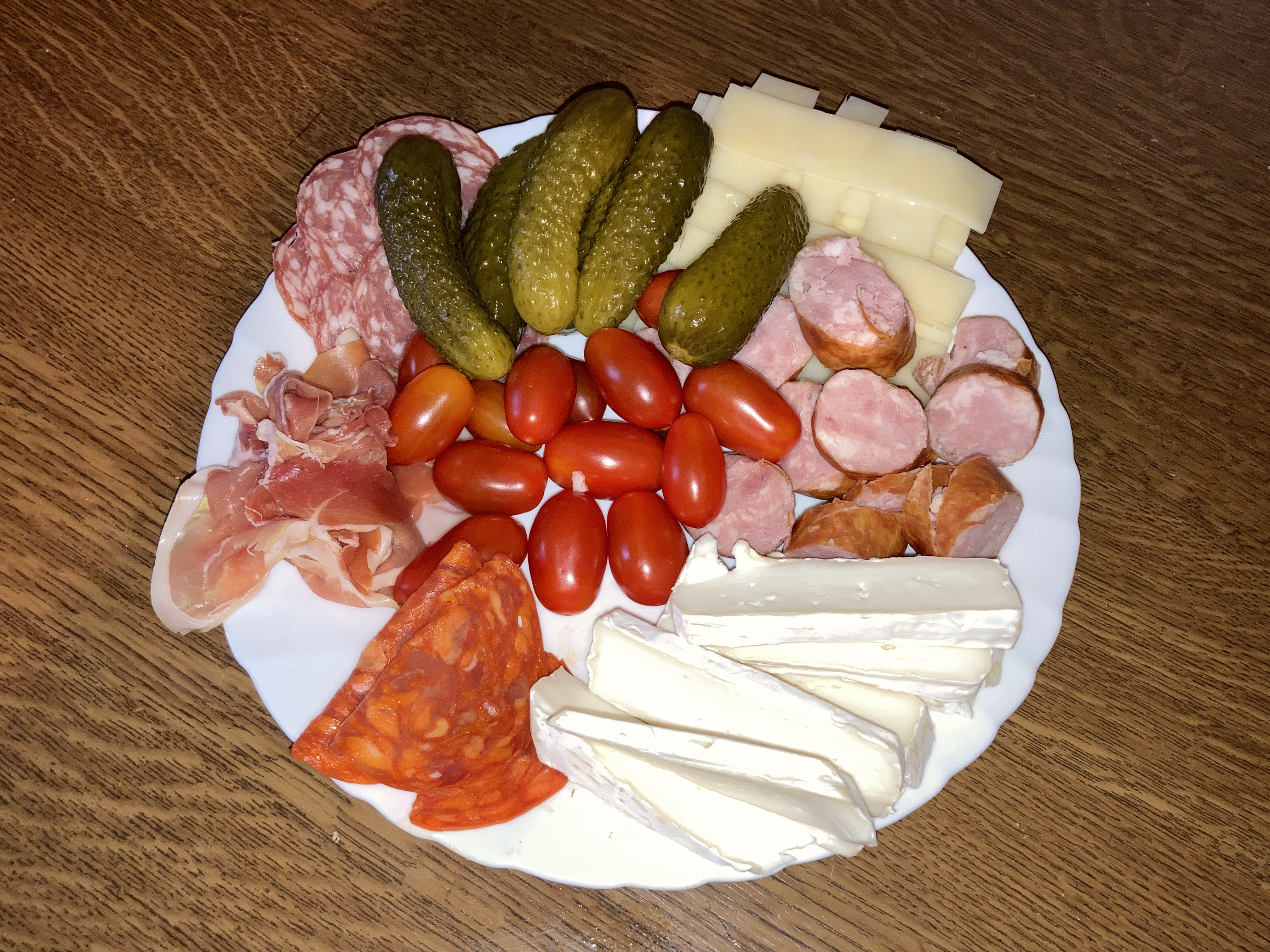
Obložený talíř připravený osobu, která nemá formální vzdělání v oboru studené kuchyně

Gastronomie v překladu znamená věda o žaludku. V širším pojetí je to nauka o vztahu kultury a potravy s dopadem na pohodu a zdraví organismu. V užším pojetí jde o kuchařské nebo kulinářské umění (fr. l'art culinaire), které v sobě snoubí dokonalé dovednosti přípravy pokrmů s úctou k surovinám a s vědomím vlivu stravy na lidské zdraví. V širším smyslu – nikoli navíc – nejde jen o umění přípravy jídel (vaření), nýbrž i o jejich konzumaci v určitém kulturním prostředí.
Je to v podstatě (v užším pojetí) součást sektoru služeb.
Umění kuchařské se dá považovat za užité umění.
Gastronomovým cílem je učinit z přípravy a konzumace jídla akt kultivovaný a povýšit tím pojídajícího člověka na ušlechtilou bytost, pozvednout jej z úrovně animálního stroje na zažívání. Ovšem příjem potravy pro potěšení může být zdrojem obezity oproti příjmu potravy z nutnosti.
Cílem kuchařského umění konkrétně je připravit pokrm tak, aby zasytil na prvním místě ducha konzumentů. Proto základní složky kuchařského řemesla jsou:
- kultivace chuti pokrmu
- kultivace vzhledu pokrmu
- kultivace vůně pokrmu
- kultivace prostředí, v němž je pokrm podáván
- kultivace ideového podtextu pokrmu (například cizokrajné pojmenování snižuje averzi)[2]

## Gastronomické organizace

### Česko
- Český Gastronomický Institut[3]
- Asociace hotelů a restaurací České republiky[4]
- Asociace kuchařů a cukrářů České republiky
- Asociace sommelierů ČR[5]
- Česká barmanská asociace[6][7][8]
- Český gastronomický nadační fond[9][10]
- HO.RE.KA ČR – Sdružením podnikatelů v pohostinství a cestovním ruchu
- Muzeum gastronomie Praha[11]
- Pražský kulinářský institut

### Slovensko
- Slovenský zväz kuchárov a cukrárov[12]
- Asociácia somelierov Slovenskej republiky[13]
- Slovak coffee associacion[14]
- Slovenská barmanská asociácia (SkBA)
- Zväz hotelov a reštaurácií Slovenskej republiky (ZHR)[15][16][17]

### Zahraničí
- SCAE – Speciality coffee assn. of Europe